# Luana Génot
Luana Génot, de nacimiento Luana Souza Martins Génot (Río de Janeiro, 1989), es una empresaria y periodista brasileña, activista por la igualdad racial y fundadora del Instituto Identidades de Brasil, creadora de la Campaña “Sí a la Igualdad Racial”, reconocida por el II Premio Empregueafro 2016.

## Trayectoria
Graduada en Comunicación social y publicidad en la Pontificia Universidad Católica (PUC) de Río de Janeiro en 2014, donde mientras estudiaba organizó los eventos sobre raza “ID_BR Cara: Pele: Jeito”. En 2012, recibió una beca en el Programa Ciencia Sin Fronteras, a través de la que estudió en la Universidad de Wisconsin-Madison de Estados Unidos, donde se especializó en raza, etnia y medios. En esa etapa, trabajó con acciones de identidad e inclusión en la Coalisão Multicultural Estudantil. En marzo de 2017, presentó la tesis #SimÀIgualdadeRacial: Análisis Discursivo de testimonios sobre raza en Facebook, en el máster Relaciones Étnico-Raciales del Centro Federal de Educação Tecnológica Celso Suckow da Fonseca (CEFET) de Río de Janeiro.
En 2016, fundó el Instituto Identidades de Brasil, del cual es la directora-ejecutiva, junto a Luisa Trajano, presidenta de los grandes almacenes Magazine Luiza, y la poeta Elisa Lucinda. El Instituto es una ONG centrada en la promoción de la igualdad racial en el mercado de trabajo brasileño y pretende promover y estimular la diversidad étnico-racial en el mundo corporativo.
A través del Instituto Identidades de Brasil, Génot fue responsable de la creación de la campaña de promoción de la igualdad racial "Sí a la Igualdad Racial" que, en 2017, reunió anónimos y famosos como la cantante Elza Soares, los actores Bruno Gagliasso, Sérgio Loroza y Giovanna Ewbank o la empresaria Luisa Trajano. Asimismo, organiza anualmente el Foro Sí a la Igualdad Racial, evento que reúne profesionales negros como CEOs, periodistas, investigadores, directores ejecutivos de empresas y tiene como objetivo el debate de temáticas relacionadas con la diversidad étnico-racial en el mercado laboral y en el mundo empresarial. En el ámbito de este foro creó el premio "Sí a la Igualdad Racial" cuyo objetivo es reconocer los principales nombres e instituciones que promueven la igualdad racial en Brasil.
Genot es Líder del Comité de Igualdad Racial del Grupo Mujeres de Brasil y fue la primera columnista negra en el cuaderno "ELLA" del periódico O Globo. En esta publicación, Génot escribe regularmente sobre cuestiones relacionadas con el racismo, la desigualdad racial y las mujeres negras en particular. También en este cuaderno, y durante la pandemia de la Covid 19, escribió sobre el impacto económico y laboral que esta pandemia tiene sobre las mujeres negras.

## Obra
En 2020, el libro escrito por Génot, “Sí a la Igualdad Racial - Raza y Mercado de Trabajo” (ISBN 8534705607), fue publicado por Pallas Editora.

## Premios
- En 2016 Génot fue premiada en la categoría Mejor actividad pública de concienciación racial del II Premio EMPREGUEAFRO de valorización de la Diversidad Étnico-racial.[31]
- En 2019 fue nombrada profesional Top Voices LinkedIn.[32]
- En 2020 fue indicada a la categoría Mejor Autora del Premio Ubuntu 2020.[33]